# Photomorphogenèse
La photomorphogenèse est l'ensemble des phénomènes induits par la lumière, qui modifie la forme et la couleur des plantes.
Elle utilise de faibles quantités d'énergie par rapport à la photosynthèse, la lumière y jouant un rôle de signal plutôt que de source d'énergie.
Les phénomènes concernés sont :
- l’absorption d’un rayonnement d’une certaine longueur d’onde par un photorécepteur,
- la modification de ce photorécepteur (activation),
- l’action primaire du photorécepteur modifié,
- les différentes étapes de la chaîne de transduction conduisant à l’effet observé.

Les plantes mesurent la quantité, la qualité, la direction et la périodicité de la lumière à l'aide de 3 familles de photorécepteurs :
- les phytochromes, sensibles à la lumière rouge/rouge lointain ;
- les phototropines, sensibles à la lumière bleue ;
- les cryptochromes, sensibles à la lumière bleue et ultraviolette.

## Phytochromes
Les phytochromes régulent quasi toutes les phases de développement des plantes :
- germination,
- architecture de la plante à maturité,
- synthèse de la chlorophylle,
- évitement de l'ombre (en),
- induction de la floraison.

Les phytochromes permettent de mesurer la proportion de lumières rouge et infrarouge reçues.
Le phytochrome est une molécule, dimère protéique, qui bascule de manière réversible entre deux formes, selon la longueur d'onde reçue :
- La forme inactive Pr ("r" pour "red", i.e. "rouge") absorbe le rouge clair avec un pic à la longueur d'onde de 660 nm, ce qui la transforme en la forme suivante.
- La forme active Pfr ("fr" pour "far red", i.e. "rouge lointain") absorbe la lumière infrarouge avec un pic à 720 nm, ce qui la transforme en la forme inactive précédente.

En réalité ce n'est pas symétrique car la forme active Pfr est désactivée non seulement par l'infrarouge mais aussi par des longueurs d'onde dans le rouge. La forme active seule n'est donc présente qu'en absence de rouge.
La conversion de Pfr en Pr est également activée à des températures égales ou supérieures à 30 °C, ce qui inhibe la germination.

### Localisation cellulaire des phytochromes
La localisation cellulaire des phytochromes dépend de leur type et de l'environnement. Le phytochrome A se retrouvera préférentiellement dans le noyau lorsque exposé à de la lumière infrarouge. Le phytochrome B est importé dans le noyau lorsqu'il est exposé à de la lumière rouge, mécanisme réversible lorsqu'il est ensuite exposé à de la lumière infrarouge. La localisation subcellulaire des phytochromes est un mécanisme de régulation de la transcription des gènes important car une fois dans le noyau les phytochromes peuvent interagir avec des facteurs de transcriptions modulant ainsi l'expression des gènes. Il y a cependant aussi des voies de signalisation localisées dans le cytoplasme avec lesquelles les phytochromes interagissent,.

### Exemples de mécanismes
- Germination : chez les Spermaphytes, la germination de certaines graines est induite par une exposition plus ou moins longue à la lumière rouge ou par de courtes irradiations séparées par des phases obscures plus longues. L’optimum d’éclairements dépend des espèces. Si Pfr est converti en Pr avant d’avoir induit une réaction, la germination n’aura pas lieu. Il existe toutefois certaines graines qui peuvent germer dans l’obscurité, c’est dû à la présence de Pfr formé durant le mûrissement dans les tissus. D’autres plantes requièrent une stimulation par la lumière bleu lointain et rouge lointain, de ce fait elles sont inhibées par la lumière rouge.
- Évitement de l'ombre : la lumière rouge lointain reçue à l'ombre favorise la croissance des tiges au détriment de la taille des feuilles.
- Floraison : le phytochrome est impliqué dans la mesure de la durée du jour (photopériodisme) qui influe sur la floraison des plantes dites de jours courts ou de jours longs.

## Phototropines
Les phototropines sont à l'origine de :
- l'orientation de la plante vers la lumière (Phototropisme) ;
- l'adaptation à la quantité de lumière reçue, en induisant le mouvement des chloroplastes dans la cellule, qui s'étalent pour capter une faible lumière ou s'empilent pour éviter la lumière en excès ;
- l'ouverture des stomates.

La phototropine est une molécule qui se plie lorsqu'elle est soumise à la lumière bleue à 390 nm.

## Cryptochromes
Les cryptochromes régulent notamment :
- l’élongation des tiges,
- l’expansion des feuilles,
- la synthèse d’anthocyanine,
- la floraison
- la maintenance du cycle circadien par la lumière chez les plantes et les animaux (y compris chez l'homme).

Les cryptochromes sont des photorécepteurs à la lumière bleue (400-490 nm) et ultraviolette (UV-A, 315-380 nm).

## État de la recherche
Beaucoup de mécanismes de la photomorphogenèse restent à élucider : interactions entre les différents photorécepteurs, interactions avec d’autres signaux tels que la température, la signalisation hormonale, la gravité.
Tous les photorécepteurs ne sont pas encore connus : on a mis en évidence que les plantes sont aussi sensibles à la lumière verte (influence sur la fermeture des stomates, sur la durée de floraison...) et aux UV-B (qui causent des dégâts sur l'ADN).